# Vikingmarkt

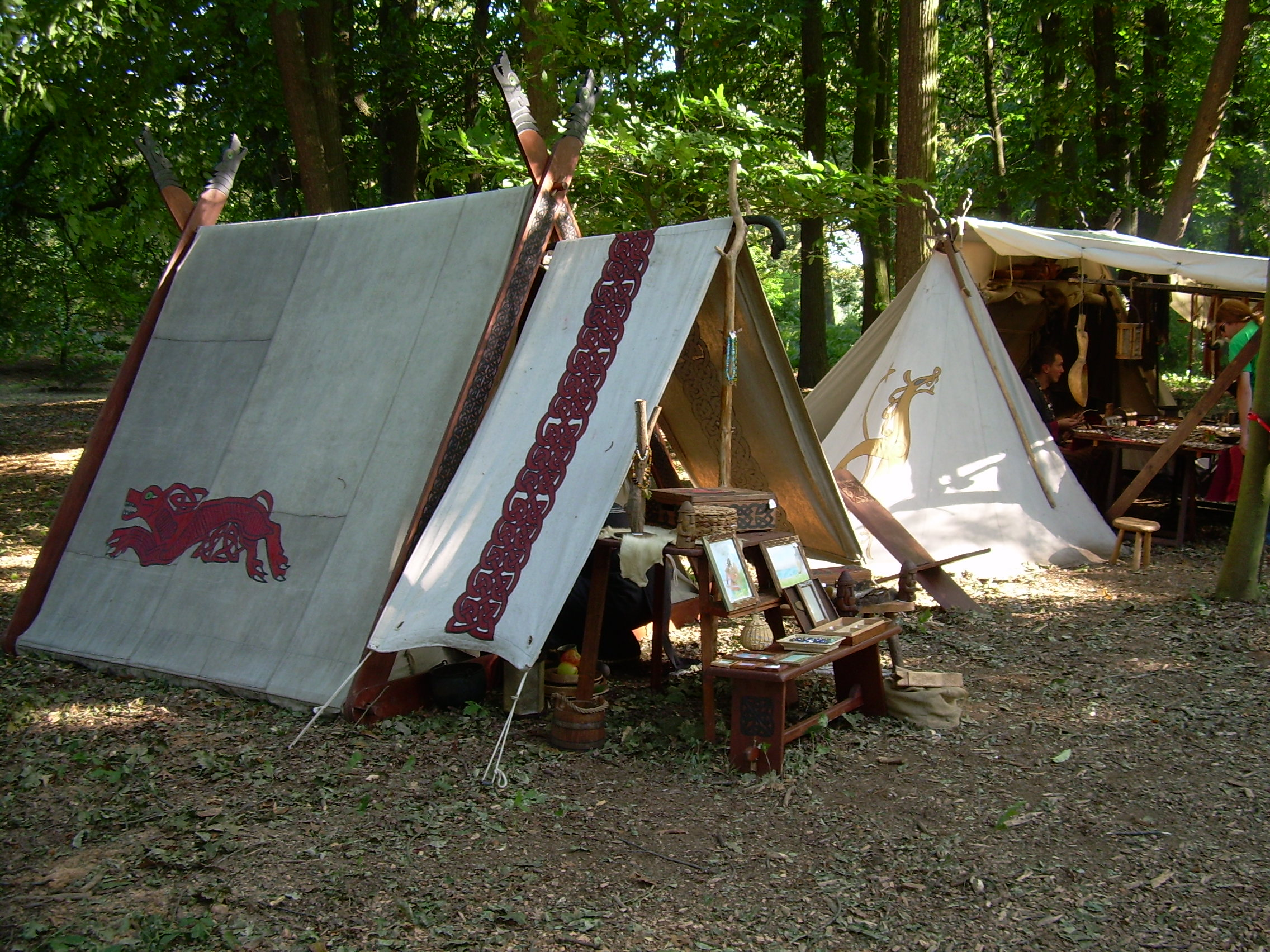
Vikingtenten op een Vikingmarkt

Een Vikingmarkt is een markt  waar Vikingen-gerelateerde gebruiksvoorwerpen en materialen verkocht worden. Daarnaast worden er demonstraties gegeven van historische ambachten zoals smeden, bronsgieten, glazen kralen maken, tingieten en houtbewerking. Vikingmarkten gaan vaak gepaard met vechtshows. Bij deze shows worden vechttechnieken uit de Vikingtijd gedemonstreerd. Op een goede Vikingmarkt staat de authenticiteit van de uitrusting en verkoopwaar voorop. Er wordt tijdens Vikingmarkten voornamelijk gebruikgemaakt van Vikingtenten wat er een kenmerkend uiterlijk aan geeft. Een Vikingmarkt is een vorm van levende geschiedenis.
De Vikingmarkten worden bevolkt door verschillende historische reënsceneringsgroepen uit binnen- en buitenland. Deze groepen komen voornamelijk uit Denemarken, Duitsland, Engeland, Frankrijk, Nederland, Noorwegen, Polen, Zweden en Vlaanderen. In toenemende mate komen er Vikingacteurs uit Oost-Europa. In Nederland zijn de meeste groepen lid van de overkoepelende organisatie Landelijk Platform voor Levende Geschiedenis.
In binnen- en buitenland zijn er vele Vikingmarkten. In Nederland houden vooral Archeon en het middeleeuws Erf Schothorst (CNME, Amersfoort) zich bezig met Vikingmarkten. In België organiseert de vereniging Havamal jaarlijks een Vikingmarkt. In het buitenland staan Ribe VikingeCenter (Ribe, DK), Moesgård (DK) en Foteviken (SE) bekend om hun Vikingmarkten.